# Bačovské žerty
Bačovské žerty (ve slovenském originále Bačovské žarty) je jednoaktová komická opera (op. 62) slovenského skladatele českého původu Ladislava Holoubka. Vznikla v roce 1975 na libreto, které si skladatel sám upravil podle rozhlasové hry Jána Roba Poničana Bačov žart, která ho zaujala už před mnoha lety – ale z níž nakonec zůstala jen jedna scénka. Premiéru měla nejprve roku 1979 v Československé televizi v nastudování Státního divadla Košice (televizní inscenaci režíroval Miroslav Fischer) a pak (16. ledna 1981) i na scéně tohoto divadla. Je to Holoubkova jediná komická opera a současně jeho poslední.
Obrátil se v ní k tématu zachycujícímu slovenský svéráz. Příběh z idealizovaného venkovského prostředí není dramaticky příliš originální, je to spíše zdramatizovaný žánrový obrázek. Jazykovému ztvárnění chybí jednotnost – střídá se v něm próza s prostými, až naivními veršovanými částmi. Svým zakotvením v jedné z národopisně, a zejména hudebně nejzajímavějších oblasti Slovenska – okolí Detvy s jeho valašskou kulturou – látka umožnila Holoubkovi tvořivě navázat nejen na vlastní tvorbu s národopisnými rysy (opera Svítání z roku 1942), ale i na jeden z hlavních inspiračních zdrojů slovenské vážné hudby již od první slovenské opery vůbec, Detvana.
Děj se odehrává v okolí Poľany na konci 20. let 20. století. Na pozadí valašské slavnosti „Mitra“ – jejíž hlavní obřad, alegorický tanec, tvoří dramatický i hudební vrchol opery – si v několika epizodách vyvádějí kousky bačové Hudec (charakterizovaný opakovaným výrokem „Ej, či som lačný!“) a Lelek. Vedle toho se vyskytují o motiv milostný a sociální (zemědělský dělník propuštěný z práce v továrně). Libreto poskytuje mnoho prostoru pro sborové a taneční výstupy.
Hudba Bačovských žertů je vysoké profesionální úrovně; v souladu s tématem je její stavba jednodušší oproti například předposlední Holoubkově opeře Profesor Mamlock a hudebně méně moderní, více navazující na operní tradici. Pohybuje se v rámci rozšířené tonality, zejména v milostných scénách Holoubek jasně využívá novoromantickou nebo impresionistickou kompoziční techniku; opera má tradiční útvary jako árie, recitativy, sbory a balet, ale také prozaické pasáže ve stylu singspielu. Folklórní vliv – zejména harmonické i melodické prvky starších lidových písní je patrný v celém díle, od prosté, ale účinné pastuchovy písně po tance. Celkový půdorys díla má tvar uzavřené plochy na principu ronda (návrat myšlenek na způsob refrénu). Pozoruhodné je množství tanečních myšlenek, jež tvoří kostru díla a organicky se spojují, až vyvrcholí ve velké taneční scéně před závěrem (v níž je nezvykle, ale zajímavě použit saxofon).
Opera celkově trvá necelou hodinu.
Podle muzikologa Igora Vajdy jde o „svérázné dílo, které se díky rozzařující invenční svěžesti a kompozičnímu mistrovství stalo součástí slovenské národní opery“. Rovněž muzikolog Michal Palovčík hovoří o výborné umělecké úrovni hudby, které však nedosahuje libreto této opery. Oproti tomu hudební kritik a publicista Pavol Unger považoval Bačovské žerty za „nepříliš vydařené“.

## Osoby a první obsazení
| osoba                 | hlasový obor  | premiéra (16. ledna 1981) |
| --------------------- | ------------- | ------------------------- |
| Ďuro Lelek, bača      | baryton       | František Balún           |
| Vavro Hudec, bača     | baryton       | Miroslav Hájek            |
| Ondriš, dělník        | tenor         | Stanislav Martiš          |
| Zuzka, sedlácké děvče | soprán        | Eva Malatincová           |
| Marka, sedlácké děvče | soprán        | Lucia Ganzová             |
| Betka, sedlácké děvče | soprán        | Eliška Pappová            |
| Jano, valach          | tenor         | Gabriel Szakál            |
| Martin, valach        | bas           | Július Regec              |
| Kubo, pastýř          | soprán        | Ivica Olejčeková          |
| Hlas pastuchy         | soprán        | Katka Brunáriová          |
| Dirigent:             | Dirigent:     | Ladislav Holoubek         |
| Režie:                | Režie:        | Ladislav Holoubek         |
| Scéna:                | Scéna:        | Ladislav Šestina          |
| Kostýmy:              | Kostýmy:      | Jarmila Opletalová        |
| Choreografie:         | Choreografie: | Csaba Szekeress           |

## Děj opery
Děj se odehrává v okolí Poľany na konci 20. let 20. století. Při příležitosti valašské slavnosti „Mitra“ pozval bača Vavro Hudec jiného baču Ďuru Leleka na pečenou ovčí hostinu. Když oba pojí, prozradí Hudec Lelekovi, že to byla Lelekova zatoulaná ovce, kterou Hudec chytl a zabil, a navíc ukáže, že pod rožněm přitopil i Lelekovou valaškou. Lelek chystá pomstu. Ví, že se statný a nepříliš důvtipný Ondriš, který býval dělníkem v továrně, ale po propuštění našel práci jako lesní dělník, se uchází o Zuzku. Namluví tedy Ondrišovi, že Hudec je do Zuzky rovněž zamilovaný, protože mu připomíná jeho milenku z mládí, a že se jí dvoří. Rozzlobený Ondriš vyplatí nic netušícího Hudce řemenem. Poslední žertík připraví Lelek na Hudce tím, že upeče kozu a vypráskanému a hladovému Hudcovi nabídne. Pak se mu vysměje, že on, bača, nepoznal kozí maso od ovčího. Tak či tak se oba bačové nad kozí pochoutkou smíří.